# 6508 Рольчик
6508 Рольчик (6508 Rolčík) — астероїд головного поясу, відкритий 22 серпня 1982 року.
Тіссеранів параметр щодо Юпітера — 3,326.